# Chałupki (powiat włoszczowski)
Chałupki – osada w Polsce, w województwie świętokrzyskim, w powiecie włoszczowskim, w gminie Krasocin.
Do 2023 miejscowość była przysiółkiem wsi Chotów.
W latach 1975–1998 przysiółek administracyjnie należał do województwa kieleckiego.